# Siddi (gruppo etnico)

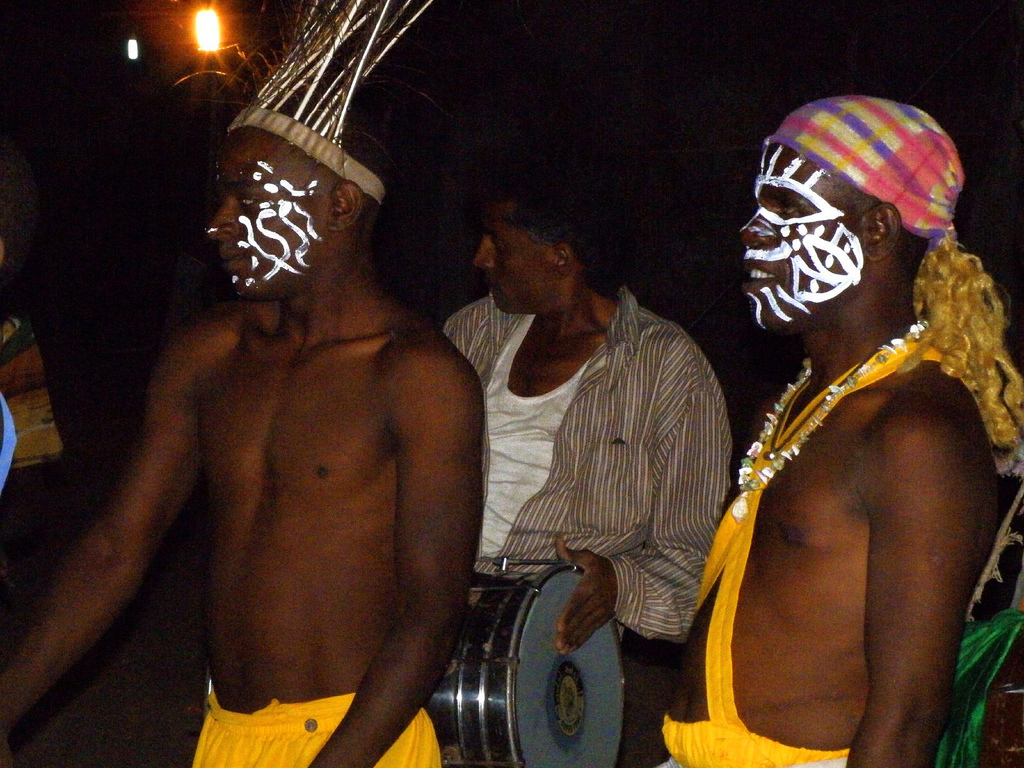
Danzatori popolari Siddi in Gujarat

I Siddi (pronunciato: [sɪd̪d̪iː])), conosciuti anche come Siddhi, Sheedi, o Habshi, sono un gruppo etnico dell'India e del Pakistan. Sono i discendenti dei Bantu della regione dei Grandi Laghi in Africa. Alcuni erano mercanti ed altri marinai, altri servi a contratto ed altri schiavi e mercenari
La comunità Siddi attualmente è composta da circa 50.000-60.000 individui tra gli stati del Karnataka, Gujarat e Hyderabad in India e a Makran e Karachi in Pakistan come centri principali.
Sono principalmente di religione musulmana, con una forte diffusione del sufismo, e ci sono alcuni induisti e alcuni appartenenti alla chiesa cattolica.

## Siddi famosi

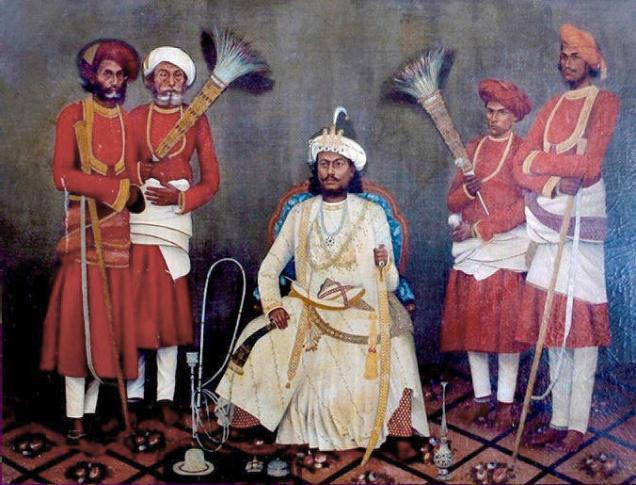
Nawab Ibrahim Mohammad Yakut Khan II di Sachin (1833-1873)

- Jamal-ud-Din Yaqut, confidente di Razia Sultana
- Yakut Khan, ammiraglio
- Hoshu Sheedi, Comandante Sindhi
- Noon Meem Danish, poeta Urdu
- Nawab di Janjira
- Nawab di Sachin
- Juje Siddi, ex portiere della nazionale indiana e del Salgaocar Sports Club[5]
- Abdul Rashid Qambrani, pugile Pakistano
- Malik Ambar, reggente del Sultanato di Ahmadnagar